# Тома (Буркіна-Фасо)
Тома (фр. Toma) - місто і міська комуна в Буркіна-Фасо, в області Букле-ду-Мухун. Адміністративний центр провінції Наяла.

## Географія
Розташоване на північному заході центральної частини країни, за 72 км від міста Кудугу і за 190 км від столиці країни, міста Уагадугу, на висоті 271 м над рівнем моря . Комуна включає в себе 7 секторів і 16 сіл.

## Населення
За даними на 2013 рік чисельність населення міста становила 14 278 осіб . Населення міської комуни за даними перепису 2006 року становить 29 003 чоловіка.
Динаміка чисельності населення міста по роках:
| 1996 | 2005   | 2013  |
| ---- | ------ | ----- |
| 9028 | 11 389 | 14278 |

## Міста-партнери
- Вадерн, Німеччина [4].